# Kraichgau
Kraichgau es una región de colinas de Baden-Württemberg, al sudoeste de Alemania, bordeada por la cordillera de Odenwald y el  Neckar al norte, la Selva Negra al sur y el Rin Superior al oeste, y al este de Stromberg, Hardt y Heuchelberg.
Sus principales localidades son Sinsheim, Eppingen, Bretten y Bruchsal, su nombre probablemente proviene del término celta, "Kraich" que significaría barro y "gau" que significa abra.
El área se menciona por primera vez en la Alta Edad Media en el códice de Lorsch como "Creichgowe" en 769.  
- Datos: Q835695
- Multimedia: Kraichgau / Q835695